# Another Girl
Another Girl è una canzone dei Beatles pubblicata sull'album Help!; fa parte della colonna sonora dell'omonimo film.

## Il brano
Venne composta da Paul McCartney durante un viaggio in Tunisia, più esattamente in un bagno decorato da piastrelle islamiche di una villa dove il consolato britannico lo aveva ospitato. McCartney la considera superiore a un riempitivo, e che, per essere stata registrata, aveva superato il Beatles-test: anche se solo ad un beatle non piaceva una canzone, quest'ultima veniva scartata.
Nel film Help! la canzone viene suonata nelle Bahamas, su una scogliera corallina dell'isola Balmoral. Nella scena, McCartney "suona" una ragazza, Lennon la batteria, Harrison il basso elettrico e Starr la chitarra acustica.
Il brano venne registrato il 15 febbraio 1965, lo stesso giorno di Ticket to Ride e I Need You. Tutto venne registrato su un solo nastro, ma Harrison sovraincise dieci frammenti di nastro di chitarra solista. Il 16 febbraio McCartney sovraincise una sua parte di chitarra solista, e nel mixaggio la parte di Harrison venne eliminata. Non fu la prima volta che Paul suonava la chitarra solista: l'aveva già suonata su Ticket to Ride, ed il 17 febbraio la suonò su The Night Before; anche queste altre due sono state pubblicate su Help!. In seguito McCartney la suonò anche su Drive My Car, Taxman, Here, There and Everywhere, Being for the Benefit of Mr. Kite!, Good Morning Good Morning, Back in the U.S.S.R., Martha My Dear, Why Don't We Do in the Road?, Helter Skelter, Honey Pie, She Came in Through the Bathroom Window e The End. Il mixaggio mono avvenne il 18 febbraio, quello stereo il 23.

## Formazione
- Paul McCartney: voce raddoppiata, chitarra solista, basso elettrico
- John Lennon: cori, chitarra ritmica acustica
- George Harrison: cori, chitarra ritmica
- Ringo Starr: batteria[4]